# Teodolito

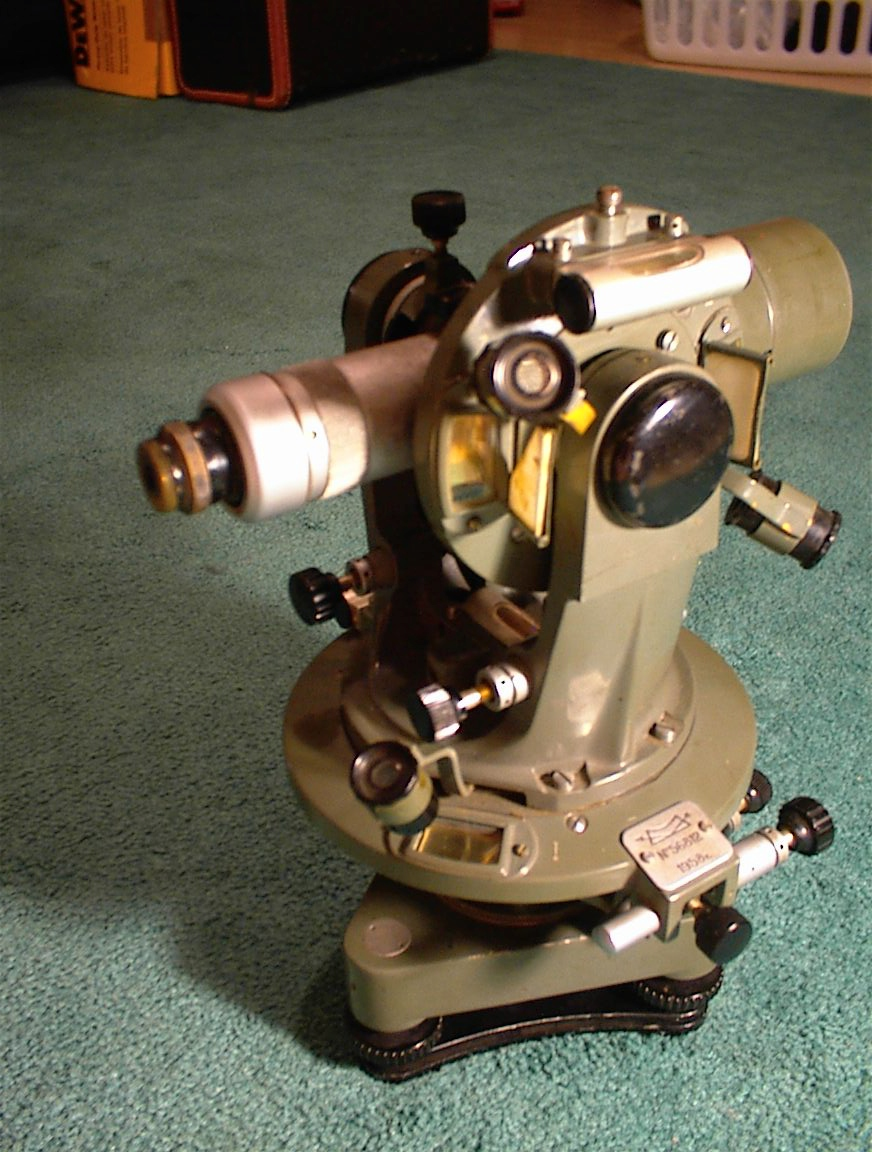
Teodolito soviético (URSS, 1958).

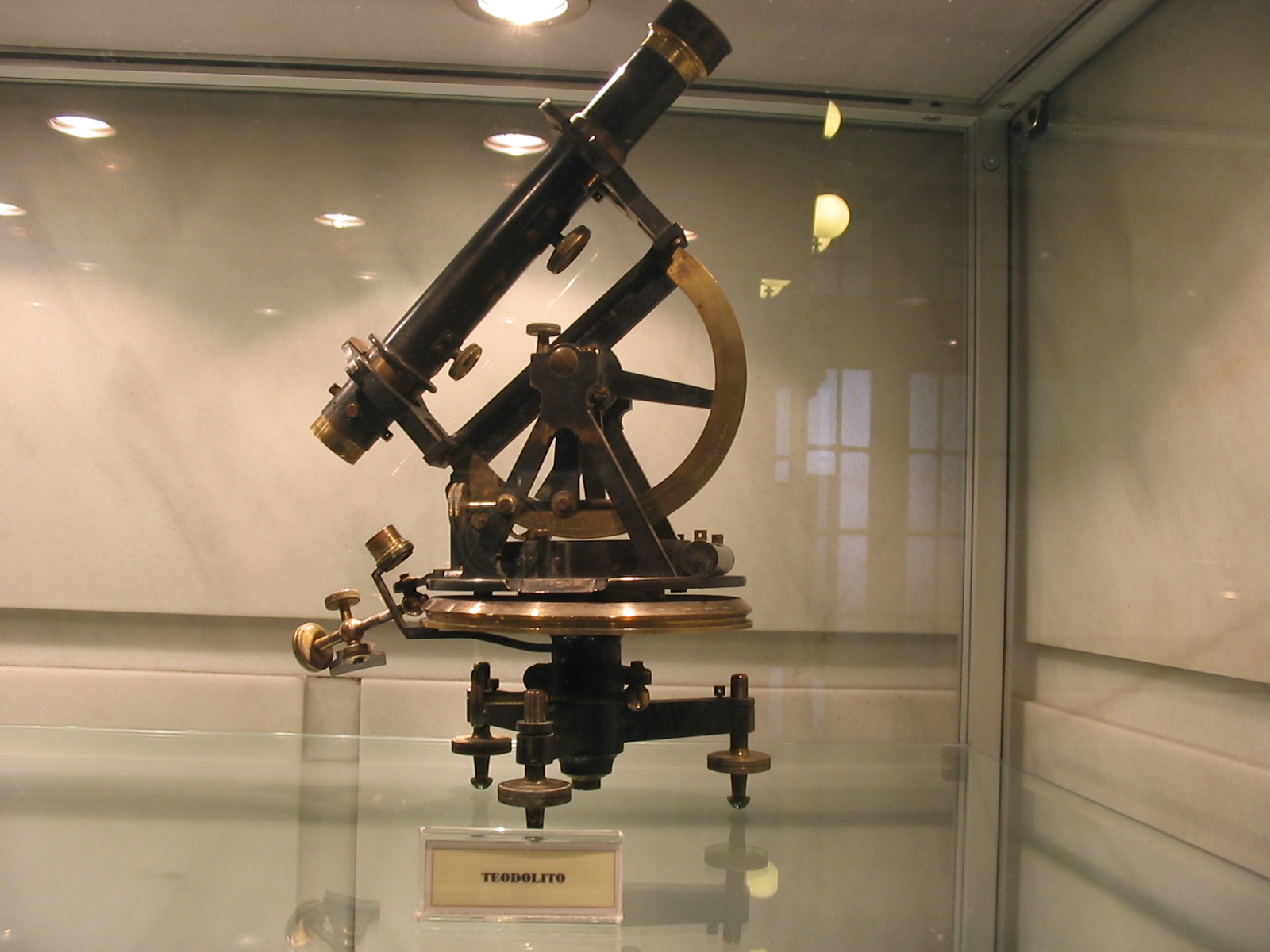
Una versión antigua de teodolito.

El teodolito es un instrumento de medición mecánico-óptico  que se utiliza para obtener ángulos verticales y horizontales, en la mayoría de los casos, ámbito en el cual tiene una precisión elevada. Con otras herramientas auxiliares puede medir distancias y desniveles.
Es portátil y manual; está hecho con fines topográficos e ingenieriles, sobre todo para las triangulaciones. Con ayuda de una mira y mediante la taquimetría, puede medir distancias. Un equipo más moderno y sofisticado es el teodolito electrónico, y otro instrumento más sofisticado es otro tipo de teodolito más conocido como estación total.
Básicamente, el teodolito actual es un telescopio montado sobre un trípode y con dos círculos graduados, uno vertical y otro horizontal, con los que se miden los ángulos con ayuda de lentes.
El teodolito también es una herramienta muy sencilla de transportar. Por eso es una herramienta que tiene muchas garantías y ventajas en su utilización. Es su precisión en el campo lo que lo hace importante y necesario para la construcción.

## Clasificación

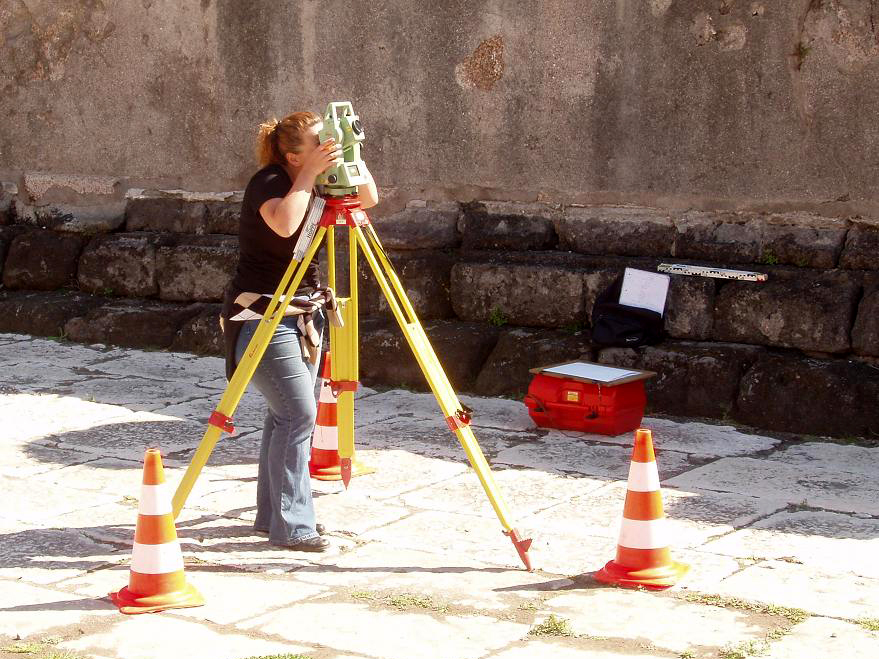
Teodolito moderno.

Los teodolitos se clasifican en teodolitos repetidores, reiteradores, brújula y electrónicos.

### Teodolitos repetidores
Estos han sido fabricados para la acumulación de medidas sucesivas de un mismo ángulo horizontal en el limbo, pudiendo así dividir el ángulo acumulado y el número de mediciones vistas.

### Teodolitos reiteradores
Llamados también direccionales, los teodolitos reiteradores tienen la particularidad de poseer un limbo fijo y sólo se puede mover la alidada.

### Teodolito-brújula
Como dice su nombre, tiene incorporada una brújula de características especiales. Este tiene una brújula imantada con la misma dirección al círculo horizontal sobre el diámetro 0 a 180 grados de gran precisión.

### Teodolito electrónico
Es la versión del teodolito óptico, con la incorporación de electrónica para hacer las lecturas del círculo vertical y horizontal, mostrando los ángulos en una pantalla eliminando errores de apreciación. Es más simple en su uso y por requerir menos pies su calibración.
Se utiliza para medir ángulos horizontales y verticales con gran precisión. A diferencia de los teodolitos manuales, los eléctricos suelen tener pantallas digitales, lo que facilita la lectura de datos y puede incluir funciones adicionales como almacenamiento de mediciones o conexión a software de diseño.
Algunas características más representativas de un teodolito eléctrico son:
1. Tubo de nivel: Asegura que el instrumento esté nivelado.
2. Base: Proporciona estabilidad al teodolito en el trípode.
3. Plataforma giratoria: Permite medir ángulos horizontalmente.
4. Escala vertical: Mide ángulos verticales en grados o milésimas.
5. Pantalla digital: Facilita la lectura de ángulos y distancias.
6. Teclado: Para ingresar comandos y ajustes.
7. Mecanismo de enfoque: Ajusta la claridad de la imagen del objeto medido.
8. Batería recargable: Proporciona energía para uso prolongado.
9. Conexiones USB o Bluetooth: Permite la transferencia de datos a dispositivos externos.
Estas características trabajan en conjunto para asegurar mediciones precisas y eficientes.
Las principales características que se deben observar para comparar estos equipos son: la precisión, el número de aumentos en la lente del objetivo y si tiene o no compensador electrónico.

## Ejes

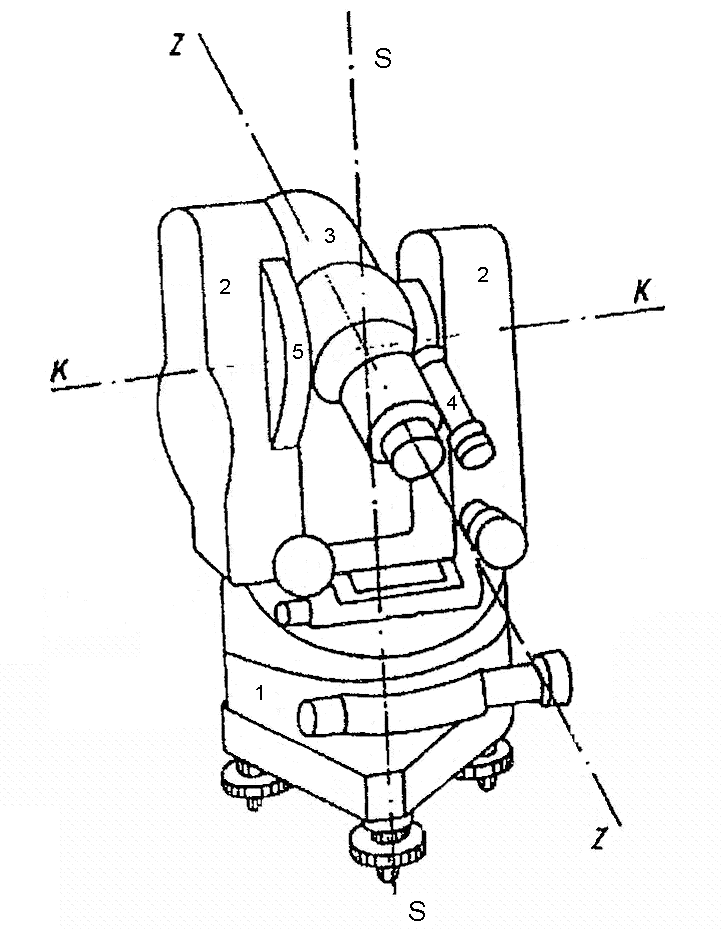
Ejes principales de un teodolito.

El teodolito tiene tres ejes principales y dos ejes secundarios.

### Ejes principales
- Eje Vertical de Rotación Instrumental S - S (EVRI)
- Eje Horizontal de Rotación del Anteojo K - K (EHRA)
- Eje Óptico Z - Z (EO)

El Eje Vertical de Rotación Instrumental es el eje que sigue la trayectoria del Cenit-Nadir, también conocido como la línea de la plomada, y que marca la vertical del lugar.  
El eje óptico es el eje donde se enfoca a los puntos. El eje principal es el eje donde se miden ángulos horizontales. El eje que sigue la trayectoria de la línea visual debe ser perpendicular al eje secundario y este debe ser perpendicular al eje vertical. Los discos son fijos y la alidada es la parte móvil. El eclímetro también es el disco vertical. 
El Eje Horizontal de Rotación del Anteojo o eje de muñones es el eje secundario del teodolito, en el cual se mueve el visor. En el eje de muñones hay que medir cuando se utilizan métodos directos, como una cinta de medir, y así se obtiene la distancia geométrica. Si se mide la altura del jalón, se obtendrá la distancia geométrica elevada y si se mide directamente al suelo, se obtendrá la distancia geométrica semielevada; las dos se miden a partir del eje de muñones del teodolito. 
El plano de colimación es un plano vertical que pasa por el eje de colimación, que está en el centro del visor del aparato; se genera al girar el objetivo.

### Ejes secundarios
- Línea de fe
- Línea de índice
- Línea vertical

## Partes

### Partes principales
- Niveles: - El nivel es un pequeño tubo cerrado que contiene una mezcla de alcohol y éter y una burbuja de aire; la tangente a la burbuja de aire será un plano horizontal. Se puede trabajar con los niveles descorregidos.
- Precisión: Depende del tipo de teodolito que se utilice. Existen desde los antiguos, que varían entre el minuto y el medio minuto; los modernos, que tienen una precisión de entre 10", 6", 1" y hasta 0.1".
- Nivel esférico: Es una caja cilíndrica tapada por un casquete esférico. Cuanto menor sea el radio de curvatura menos sensibles serán; sirven para obtener de forma rápida el plano horizontal. Estos niveles tienen en el centro un círculo; hay que colocar la burbuja dentro del círculo para hallar un plano horizontal bastante aproximado. Tienen menor precisión que los niveles tóricos; su precisión está en 1´ como máximo, aunque lo normal es 10´ o 12´.
- Nivel tórico: Si está descorregido impide medir. Hay que calarlo con los tornillos que lleva el aparato. Para corregir el nivel hay que bajarlo un ángulo determinado y después estando en el plano horizontal con los tornillos se nivela el ángulo que se ha determinado. Se puede trabajar estando descorregido, pero hay que cambiar la constante que da el fabricante. Para trabajar estando descorregido se necesita un plano paralelo. Para medir hacia el norte geográfico (se miden acimutes; si no se tienen orientaciones) se utiliza el movimiento general y el movimiento particular. Sirven para orientar el aparato y si se conoce el acimutal se sabrán las direcciones medidas respecto al norte.
- Plomada: Se utiliza para que el teodolito esté en la misma vertical que el punto del suelo.
- Plomada de gravedad: Bastante incómoda en su manejo, se hace poco precisa sobre todo los días de viento. Era el método utilizado antes de aparecer la plomada óptica.
- Plomada óptica: es la que llevan hoy en día los teodolitos; por el ocular se ve el suelo y así se pone el aparato en la misma vertical que el punto buscado.
- Limbos: Discos graduados que permiten determinar ángulos. Están divididos de 0 a 360 grados sexagesimales, o de 0 a 400 grados centesimales. En los limbos verticales se pueden ver diversas graduaciones (limbos cenitales). Los limbos son discos graduados, tanto verticales como horizontales. Los teodolitos miden en graduación normal (sentido dextrógiro) o graduación anormal (sentido levógiro o contrario a las agujas del reloj). Se miden ángulos cenitales (distancia cenital), ángulos de pendiente (altura de horizonte) y ángulos nadirales.
- Nonius: Mecanismo que permite aumentar o disminuir la precisión de un limbo. Se dividen las n - 1 divisiones del limbo entre las n divisiones del nonio. La sensibilidad del nonio es la diferencia entre la magnitud del limbo y la magnitud del nonio.
- Micrómetro: Es el mecanismo óptico que permite hacer la función de los nonios pero de forma que permite ver una serie de graduaciones y un rayo óptico mediante mecanismos; esto aumenta la precisión.[3]

### Partes accesorias
- Trípodes: Se utilizan para trabajar mejor; tienen la misma X e Y pero diferente Z, ya que tienen una altura; el más utilizado es el de meseta. Hay unos elementos de unión para fijar el trípode al aparato. Los tornillos nivelantes mueven la plataforma del trípodsea vertical.
- Tornillo de presión (movimiento general): Es el tornillo marcado en amarillo; se fija el movimiento particular, que es el de los índices, y se desplaza el disco negro solidario con el aparato. Se busca el punto y se fija el tornillo de presión. Este tornillo actúa en forma ratial, o sea hacia el eje principal.
- Tornillo de coincidencia (movimiento particular o lento): Si hay que visar un punto lejano, con el pulso no se puede; para centrar el punto se utiliza el tornillo de coincidencia. Con este movimiento se hace coincidir la línea vertical de la cruz filar con la vertical deseada, y este actúa en forma tangencial. Los otros dos tornillos mueven el índice y así se pueden medir ángulos o lecturas acimutales con esa orientación.

## Movimientos del teodolito
Este instrumento, previamente instalado sobre el trípode en un punto del terreno que se denomina estación, realiza los movimientos sobre los ejes principales.

### Movimiento de la alidada
Este movimiento se realiza sobre el eje vertical  (S-S), también presente en los instrumentos de todas las generaciones de teodolito. Permite al operador girar el anteojo horizontalmente, en un rango de 360.

### Movimiento del anteojo
Este movimiento se realiza sobre el eje horizontal (K-K) y permite al operador girar desde el punto de apoyo hasta el cenit, aunque estos casos son muy raros ya que mayormente se abarca un rango promedio de 90° y otro.

## Características constructivas fundamentales
Para realizar un buen levantamiento topográfico se deben considerar las siguientes condiciones:
- Cuando el teodolito se encuentra perfectamente instalado en una estación, el eje vertical (o eje principal) (S-S) queda perfectamente vertical.
- El eje de colimación (Z-Z) debe ser perpendicular al eje horizontal (K-K).
- El eje horizontal (K-K) debe ser perpendicular al eje vertical (S-S). es muy importante el uso de estos

## Historia

### Antecedentes históricos
Antes del teodolito, instrumentos como el groma, el cuadrado geométrico y el dioptra, y varios otros círculos graduados (véase circumferentor) y semicírculos (véase grafómetro) se usaban para obtener medidas de ángulos verticales u horizontales. Con el tiempo, sus funciones se combinaron en un solo instrumento que podía medir ambos ángulos simultáneamente.
La primera aparición de la palabra "teodolito" se encuentra en el libro de texto topografía A geometric practice named Pantometria (1571) de Leonard Digges. Se desconoce el origen de la palabra. La primera parte del neolatín theo-delitus podría provenir del griego θεᾶσθαι, "contemplar o contemplar atentamente" La segunda parte a menudo se atribuye a una variación poco académica de la palabra griega: δῆλος,que significa "evidente" o "claro". Se han sugerido otras derivaciones neolatinas o griegas, así como un origen inglés de "alidada".
Los primeros precursores del teodolito eran a veces instrumentos acimutales para medir ángulos horizontales, mientras que otros tenían una montura altacimutal para medir ángulos horizontales y verticales. Gregorius Reisch ilustró un instrumento altacimutal en el apéndice de su libro de 1512 Margarita Philosophica. Martin Waldseemüller, un topógrafo y cartógrafo hizo el dispositivo en ese año llamándolo el polimetrum. En el libro de Digges de 1571, el término "teodolito" se aplicó a un instrumento para medir ángulos horizontales únicamente, pero también describió un instrumento que medía tanto la altitud como el azimut, al que llamó instrumento topográfico. Posiblemente el primer instrumento que se aproximó a un verdadero teodolito fue el construido por Josua Habemel en 1576, completo con brújula y trípode. El Cyclopaedia de 1728 compara "grafómetro" con "medio teodolito". Todavía en el siglo XIX, el instrumento para medir únicamente ángulos horizontales se denominaba "teodolito simple" y el instrumento altacimutal, "teodolito plano".
El primer instrumento que combinó las características esenciales del teodolito moderno fue construido en 1725 por Jonathan Sisson. Este instrumento tenía una montura altacimutal con un telescopio de observación. La placa base tenía niveles de burbuja, brújula y tornillos de ajuste. Los círculos se leyeron con una escala vernier.

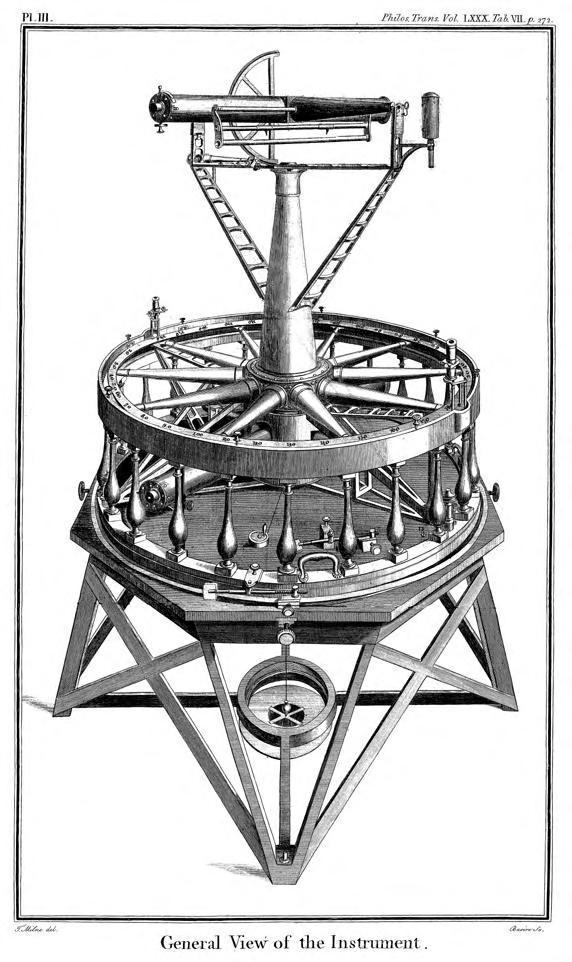
El gran teodolito de Jesse Ramsden de 1787
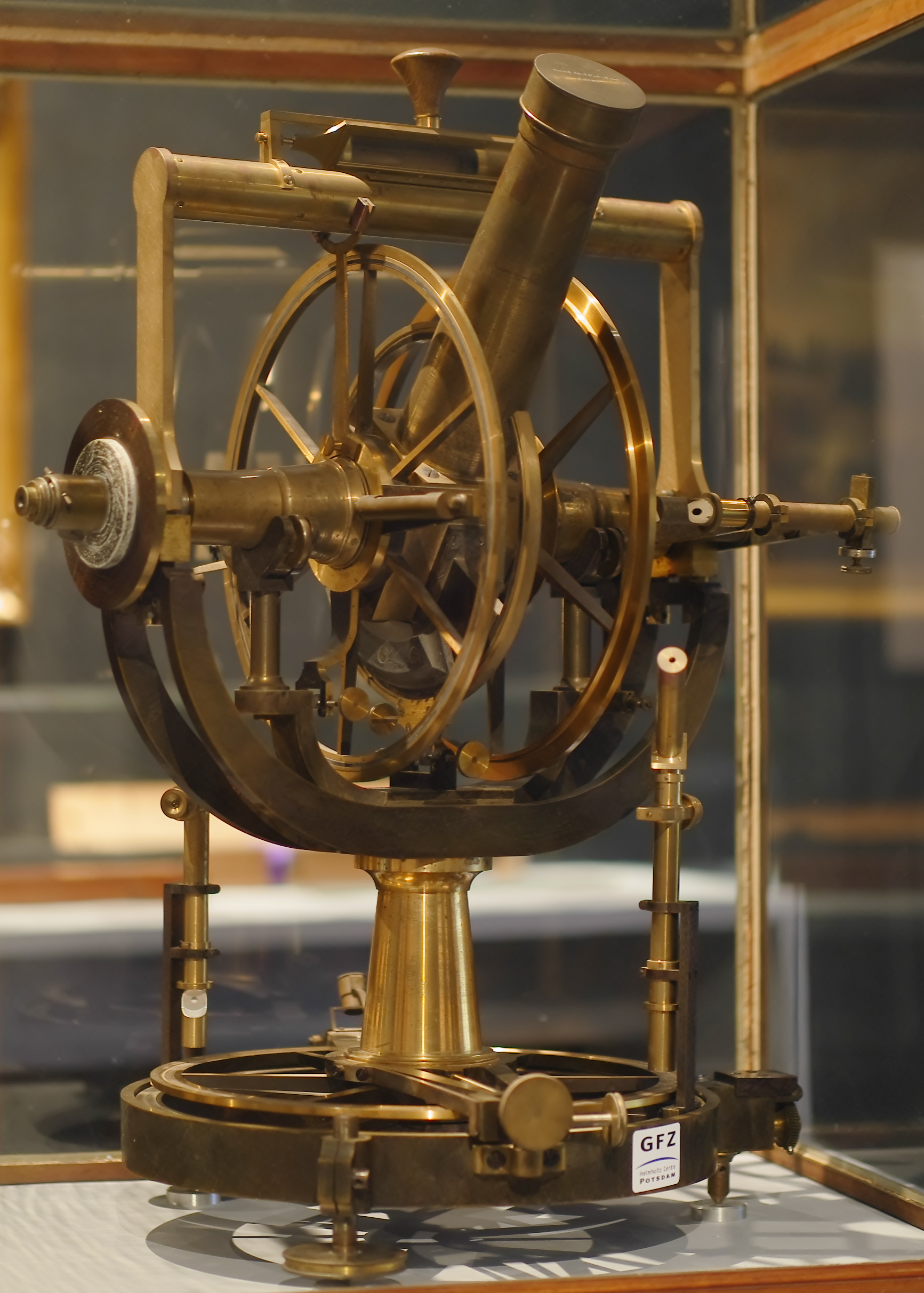
Un teodolito de 1851, que muestra la construcción abierta y las escalas de altitud y azimut que se leen directamente.
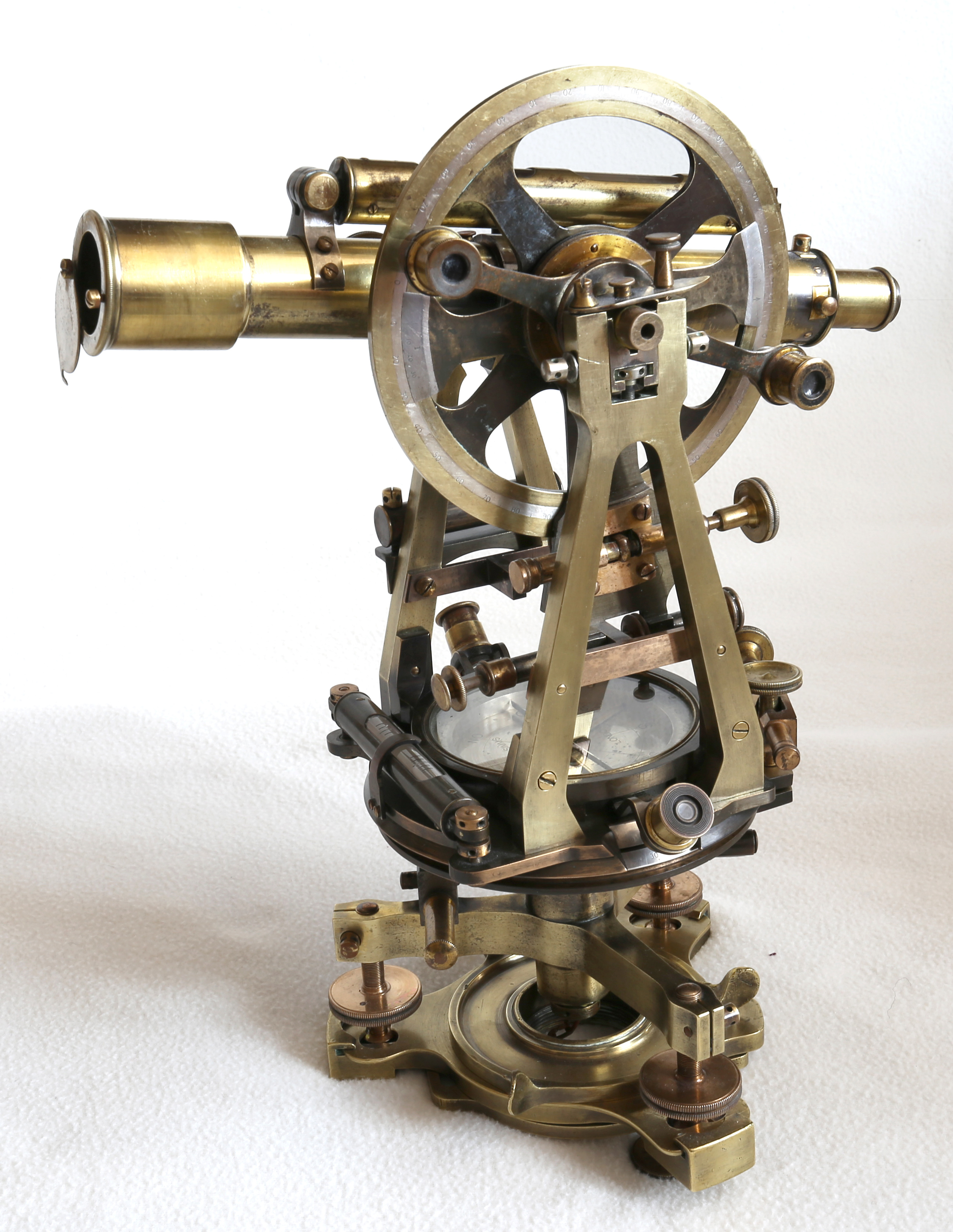
Un teodolito del tipo de tránsito con círculos de seis pulgadas, fabricado en Gran Bretaña c. 1910 por Troughton & Simms
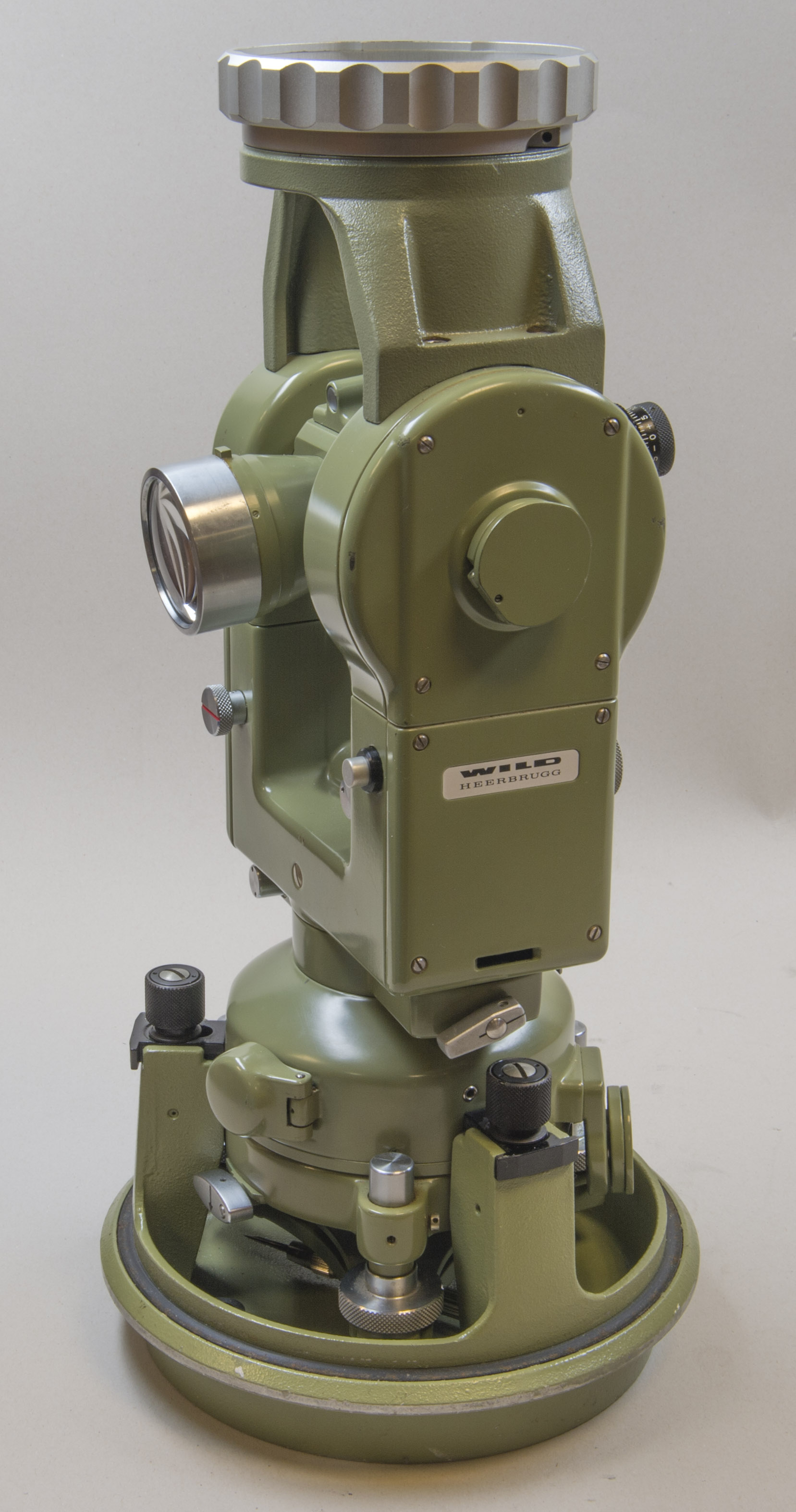
Teodolito Wild T2 diseñado originalmente por Heinrich Wild en 1919
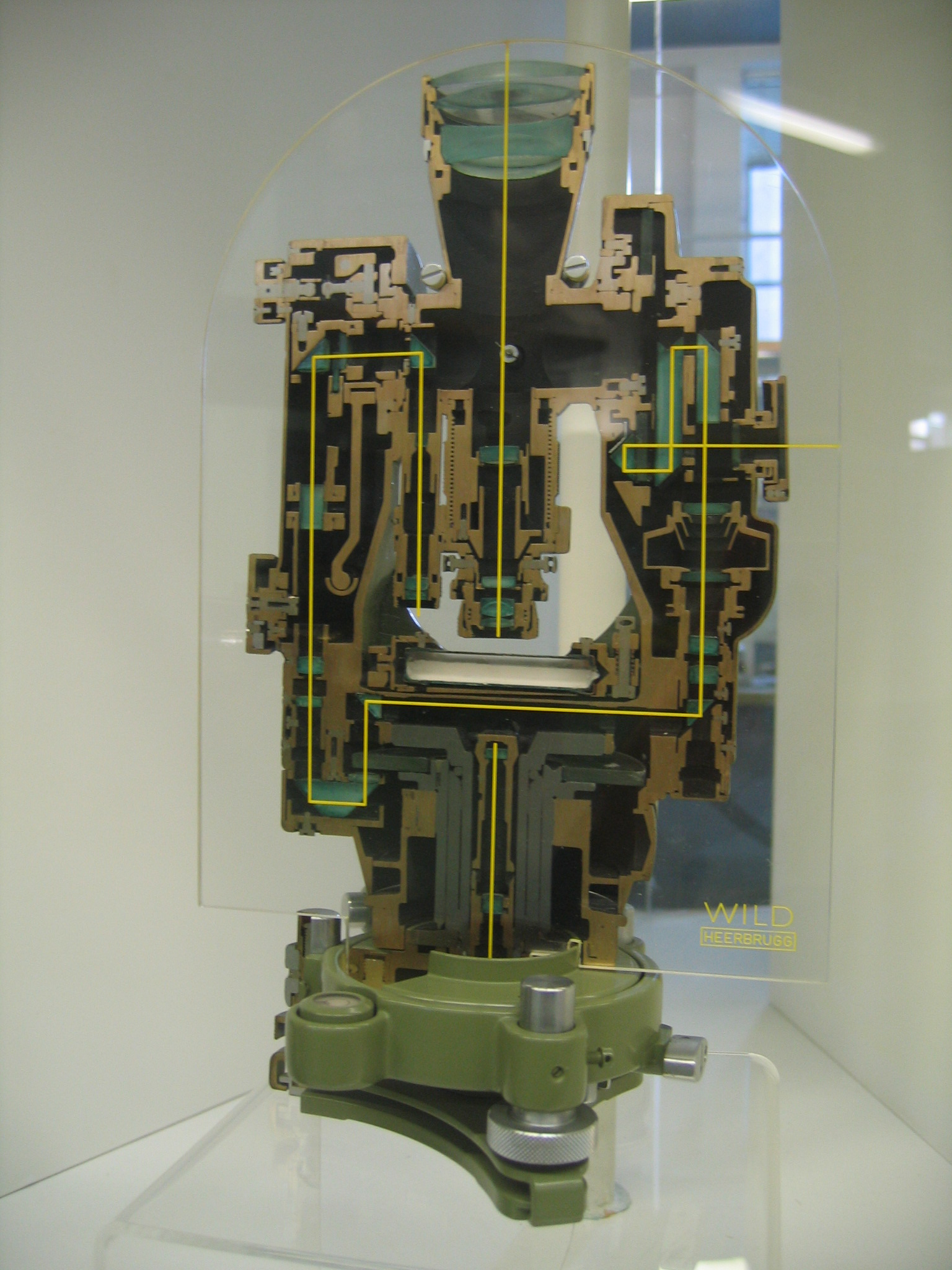
Teodolito de Wild seccionado que muestra las complejas trayectorias de luz para la lectura óptica y la construcción cerrada

## Uso con globos meteorológicos
Existe una larga historia de uso de teodolitos para medir los vientos en altura, mediante el uso de teodolitos especialmente fabricados para rastrear los ángulos horizontales y verticales de globos meteorológicos especiales llamados globos piloto. Los primeros intentos de esto se hicieron en los primeros años del siglo XIX, pero los instrumentos y procedimientos no se desarrollaron por completo hasta cien años después. Este método se usó ampliamente en la Segunda Guerra Mundial y posteriormente, y fue reemplazado gradualmente por sistemas de medición por radio y GPS a partir de la década de 1980 en adelante.
El teodolito de piloto usa un prisma para doblar la trayectoria óptica en 90 grados para que la posición del ojo del operador no cambie cuando la elevación cambia 180 grados completos. El teodolito generalmente se monta en un soporte de acero resistente, configurado para que esté nivelado y apuntando hacia el norte, con las escalas de altitud y azimut de cero grados. Se lanza un globo frente al teodolito y se rastrea con precisión su posición, generalmente una vez por minuto. Los globos están cuidadosamente construidos y llenos, por lo que su velocidad de ascenso puede conocerse con bastante precisión por adelantado. Los cálculos matemáticos sobre el tiempo, la velocidad de ascenso, el azimut y la altitud angular pueden producir buenas estimaciones de la velocidad y la dirección del viento en varias altitudes.